# Stadio della Tuilière
Lo Stadio della Tuilière (in francese Stade de la Tuilière) è uno stadio di calcio svizzero situato nella città di Losanna. È il decimo stadio per numero di posti a sedere della Svizzera e rientra nella categoria 4 UEFA.

## Storia
Nel 2014, il comune di Losanna indisse un concorso per la costruzione di un nuovo stadio, che avrebbe dovuto rimpiazzare lo Stade Olympique de la Pontaise, come parte di un progetto di riqualificazione urbana denominato Métamorphose. Fu selezionato il progetto di due architetti biennesi, :mlzd e Sollberger Bögli, e la sua costruzione partì nel 2017. Originariamente avrebbe dovuto avere un campo in erba naturale, ma a causa di rallentamenti nei lavori si decise di realizzare il terreno di gioco in erba sintetica.
L'impianto venne completato nel 2020. Il 13 novembre dello stesso anno ospitò il suo primo incontro, un'amichevole tra il Losanna e il Neuchâtel Xamax vinta dai padroni di casa per 3-0. Due settimane più tardi, il 29 novembre, ospitò il primo incontro ufficiale tra il Losanna e il BSC Young Boys, valido per la Super League di quell'anno e vinto dagli ospiti per 0-2.
L'inaugurazione ufficiale dello stadio avvenne il 12 settembre 2021 in occasione della sesta giornata di Super League.